# Хьюитт, Эмма
Эмма Хьюитт (Emma Hewitt)  — автор-исполнитель и вокалистка в стиле trance music, живущая в Мельбурне. Родилась в Австралии в городе Джилонг, штат Виктория.

## Биография
Эмма Хьюитт была фронтменом австралийской рок-группы Missing Hours, с которой она выпустила одноимённый дебютный альбом в октябре 2008 года. Группа, которая была создана Эммой вместе со своим братом Энтони, долго не просуществовала, так как они оба переехали жить в Европу и в настоящее время работают как авторы-исполнители в электронно-танцевальной музыке.
Хотя Эмма и занималась рок-музыкой, но её дебютный сингл, вышедший в 2007 году, был выполнен в стиле прогрессивного транса. Сингл «Carry Me Away», который был совместной работой Хьюитт с британским диджеем Крисом Лейком, достиг 11 места в испанском сингл-чарте, а также 12 в Финляндии. Этот сингл продержался в общей сложности 50 недель на американском Billboard Hot Dance Airplay и получил первое место в декабре 2009 года.
После успеха её первого сингла, она работала с несколькими транс-диджеями и коллективами, такими как Cosmic Gate, Gareth Emery, Dash Berlin, Serge Devant и Ronski Speed. Сингл «Waiting», который был выпущен совместно с Dash Berlin в 2009 году, занял 25 место в бельгийском сингл-чарте. В популярном радио-шоу Армина ван Бюрена A State of Trance этот сингл стал вторым лучшим треком за 2009 год, получив 2 109 голосов слушателей. На Международной танцевально-музыкальной премии 2010 (International Dance Music Awards 2010) сингл «Waiting» был удостоен награды как лучший HiNRG/Евротрек. Хьюитт была дважды номинирована в категории «Лучший трансовый трек» (Best Trance Track) за свои синглы «Waiting» и «Not Enough Time».

## Дискография
В составе группы Missing Hours
- Missing Hours (2008)

Как сольная исполнительница
- Burn the Sky Down (2012)

Синглы
- 2012: Colours
- 2012: Miss You Paradise
- 2012: Foolish Boy
- 2012: Rewind
- 2012: Still Remember You

Сотрудничество
- 2007: Chris Lake feat. Emma Hewitt — Carry Me Away (Hot Dance Airplay #1, Global Dance Tracks #28)
- 2009: Cosmic Gate feat. Emma Hewitt — Not Enough Time
- 2009: Serge Devant feat. Emma Hewitt — Take Me With You
- 2009: Dash Berlin feat. Emma Hewitt — Waiting
- 2009: Amurai feat. Emma Hewitt — Crucify Yourself
- 2010: Ronski Speed pres. Sun Decade feat. Emma Hewitt — Lasting Light
- 2010: Marcus Schössow & Reeves feat. Emma Hewitt — Light
- 2010: Gareth Emery with Emma Hewitt — I Will Be the Same
- 2010: Lange feat. Emma Hewitt — Live Forever
- 2011: Dash Berlin feat. Emma Hewitt — Disarm Yourself
- 2011: Allure feat. Emma Hewitt — No Goodbyes
- 2011: Allure feat. Emma Hewitt — Stay Forever
- 2011: Micky Slim feat. Emma Hewitt — Tonight
- 2011: Cosmic Gate feat. Emma Hewitt — Be Your Sound
- 2011: Cosmic Gate feat. Emma Hewitt — Calm Down
- 2012: Dash Berlin feat. Emma Hewitt — Like Spinning Plates
- 2013: Armin van Buuren feat. Emma Hewitt - Forever is Ours
- 2013: BT & Tritonal feat. Emma Hewitt - Calling Your Name
- 2014: Cosmic Gate feat. Emma Hewitt – Going Home
- 2016: Schiller feat. Emma Hewitt - Looking Out For You (Against The Tide)
- 2023: Markus Shulz feat. Emma Hewitt - Till We Fade